# Кондратьев, Виктор Владимирович
Виктор Владимирович Кондратьев (5 марта 1998) — российский тяжелоатлет. Чемпион России 2023 года. Трёхкратный призёр чемпионатов России 2022, 2024 и 2025 годов. Мастер спорта России.

## Биография
Родился 5 марта 1998 года. Вырос в Курске. С восьмилетнего возраста занимался тяжёлой атлетикой. Тренируется у Юрия Нескородова.
2 октября 2017 года присвоено звание «Мастер спорта России».
В 2022 году в Хабаровске на чемпионате страны в весовой категории до 96 кг стал серебряным призёром, с результатом 365 кг по сумме двоеборья.
На чемпионате России 2023 года в Новом Уренгое в весовой категории до 109 кг стал чемпионом с результатом 379 кг. В упражнении «толчок», подняв штангу весом 211 кг стал победителем.
В 2024 году на чемпионате страны в Новосибирске в категории до 96 кг завоевал бронзовую медаль, подняв 345 кг по сумме двух упражнений.
В августе 2025 года на чемпионате России в Санкт-Петербурге в категории до 109 кг завоевал бронзовую медаль с результатом 382 кг по сумме двоеборья. В отдельных упражнениях также стал третьим.

## Основные результаты
| Год  | Соревнования     | Место проведения | Весовая категория | Рывок, кг | Толчок, кг | Сумма, кг | Место |
| ---- | ---------------- | ---------------- | ----------------- | --------- | ---------- | --------- | ----- |
| 2022 | Чемпионат России | Хабаровск        | до 96 кг          | 164       | 201        | 365       | 2     |
| 2023 | Чемпионат России | Новый Уренгой    | до 109 кг         | 168       | 211        | 379       | 1     |
| 2024 | Чемпионат России | Новосибирск      | до 96 кг          | 155       | 190        | 345       | 3     |
| 2025 | Чемпионат России | Санкт-Петербург  | до 109 кг         | 172       | 210        | 382       | 3     |